# Sasa hisauchii
Sasa hisauchii är en gräsart som först beskrevs av Tomitaro Makino, och fick sitt nu gällande namn av Tomitaro Makino. Sasa hisauchii ingår i släktet sasabambu, och familjen gräs. Inga underarter finns listade i Catalogue of Life.